# Choral-Synagoge (Moskau)

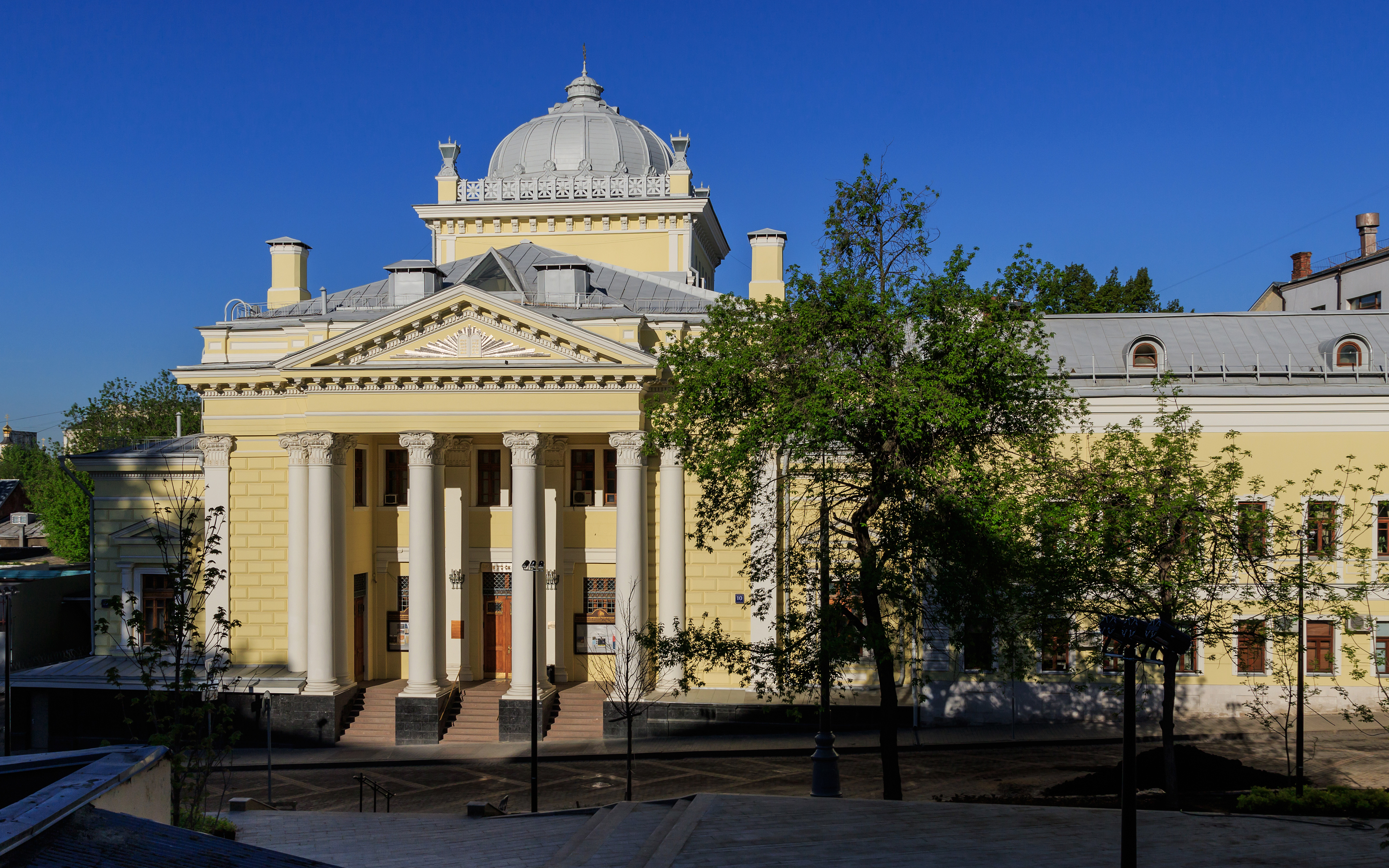
Moskauer Choral-Synagoge, Vorderansicht

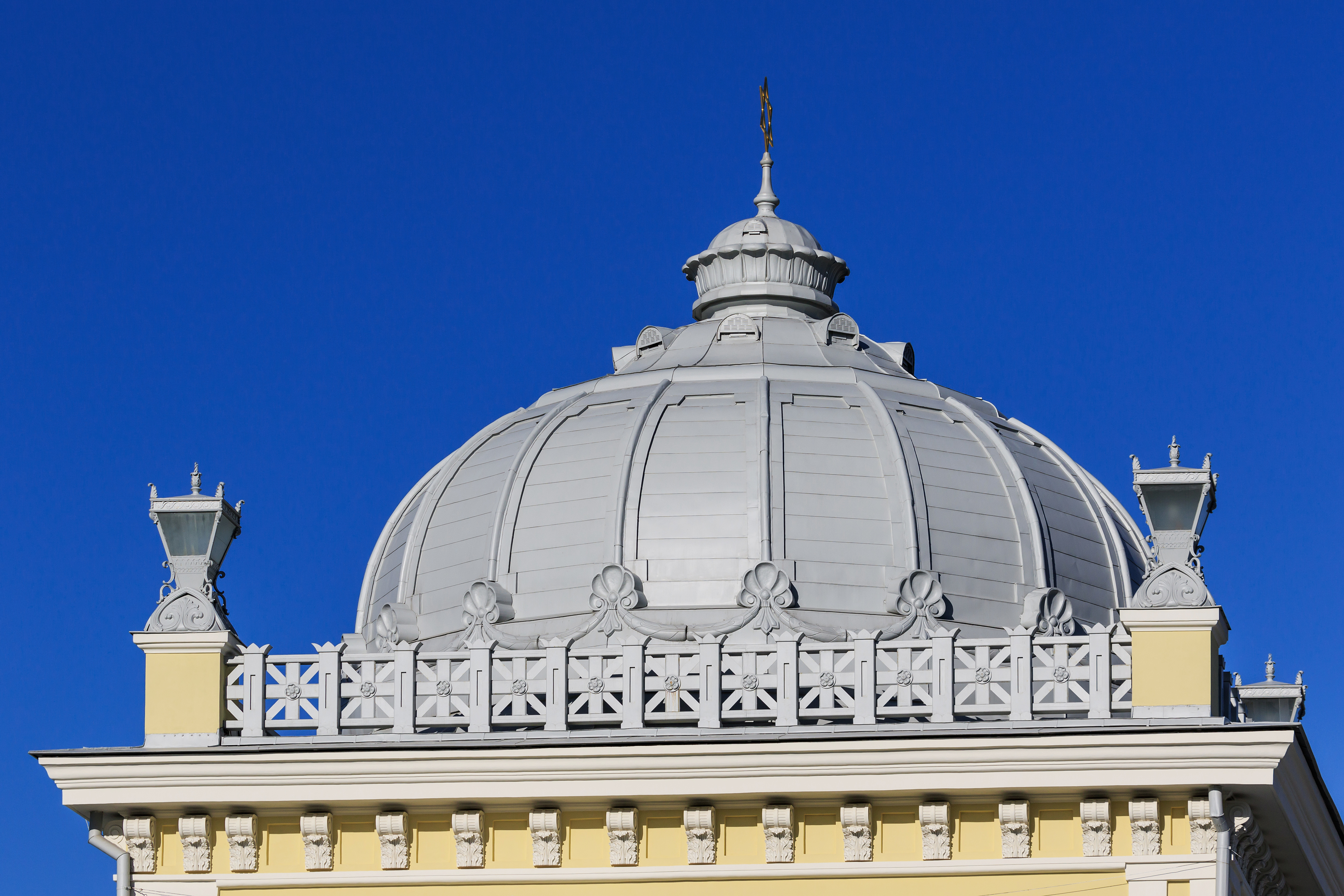
Kuppel der Synagoge

Die Choral-Synagoge von Moskau (russisch Московская хоральная синагога) ist die Hauptsynagoge Moskaus.

## Beschreibung
Die Synagoge befindet sich im Basmanny-Viertel (russisch Басма́нный) in der Bolschoi-Spassogolinischtschewski-Gasse 12 in der Nähe der Metro-Station Kitai-Gorod in Moskau. Der Distrikt Basmanny (russisch Басма́нный) ist ein Stadtteil von Moskau, im Nord-Osten des Zentrums. Der Distrikt grenzt im Westen an das Kitai-Gorod, und im Süden an den Fluss Jausa.

## Geschichte
Die Synagoge befindet sich unweit des alten jüdischen Viertels in Moskau, dem  Zariadye, aber der Bau der Synagoge durfte nicht im Kitai-Gorod erfolgen. Daher wurde die Synagoge im Bely Gorod (russisch Белый город) gebaut. Der Bau wurde nach Plänen des österreichischen Architekten Simon Eibuschitz am 28. Mai 1887 begonnen, jedoch 1888 unterbrochen. Während der russischen Revolution von 1905 durfte der Bau fortgesetzt werden und die Synagoge konnte 1906 eingeweiht werden.
Im September 1948 traf Golda Meïr (damals noch unter dem Namen Golda Meyerson) als erste israelische Botschafterin in der UdSSR in Moskau ein und besuchte die Synagoge unangekündigt an Rosch ha-Schana und Jom Kippur.